# Рождествено-Тезиково
Рождественское-Тезиково — село в Наровчатском районе Пензенской области. Входит в Виляйский сельсовет.
Расположено на реке Каурец в 15 км к югу от Наровчата. Недалеко находятся сёла Виляйки, Большой Колояр, Михайлово-Тезиково.
Вдоль западной окраины села проходит автодорога Нижний Ломов — Ковылкино.
Село основано в 1648 г. конными казаками, выселившимися из села Старое Тезиково (ныне Михайлово-Тезиково) и до XX в. именовалось Новое Тезиково. 
В селе родился поэт Павел Давыдович Дружинин (1890—1965).

## Население
| 1710  | 1718 | 1864  | 1877  | 1897  | 1912  | 1926  |
| ----- | ---- | ----- | ----- | ----- | ----- | ----- |
| 167   | ↘151 | ↗1000 | ↗1132 | ↗1489 | ↗2036 | ↘1512 |
| 1930  | 1937 | 1959  | 1979  | 1989  | 1998  | 2002  |
| ↗1755 | ↘810 | ↘638  | ↘433  | ↘380  | ↘332  | ↘281  |
| 2010  |      |       |       |       |       |       |
| ↘244  |      |       |       |       |       |       |

Численность постоянного населения на 1 января 2019 г. — 214 человек. Число хозяйств — 89.